# Liste der Wappen im Kreis Soest
Diese Liste beinhaltet alle in der Wikipedia gezeigten Wappen der Städte, Gemeinden sowie ehemals selbständiger Gemeinden im Kreis Soest in Nordrhein-Westfalen. Alle Städte, Gemeinden und Kreise in Nordrhein-Westfalen führen ein Wappen. Sie sind über die Navigationsleiste am Ende der Seite erreichbar.

## Kreis Soest

Wappen des Kreises Soest[1]
Der Kreis Soest in Nordrhein-Westfalen
Lage des Kreises Soest in Deutschland
Jedermann-Wappen des Kreises Soest

### Wappen der Städte und Gemeinden

Gemeinde Anröchte
Gemeinde Bad Sassendorf
Gemeinde Ense
Stadt Erwitte
Stadt Geseke
Gemeinde Lippetal
Stadt Lippstadt
Gemeinde Möhnesee
Stadt Rüthen
Kreisstadt Soest
Stadt Warstein
Gemeinde Welver
Stadt Werl
Gemeinde Wickede (Ruhr)

- Gemeinde
Anröchte[2]
- Gemeinde
Bad Sassendorf[3]
- Gemeinde
Ense[4]
- Stadt
Erwitte[5]
- Stadt
Geseke[6]
- Gemeinde
Lippetal[7]
- Stadt
Lippstadt[8]
- Gemeinde
Möhnesee[9]
- Stadt
Rüthen[10]
- Kreisstadt
Soest[11]
- Stadt
Warstein[12]
- Gemeinde
Welver[13]
- Stadt
Werl[14]
- Gemeinde
Wickede (Ruhr)[15]

### Wappen ehemals selbständiger Gemeinden

#### Ortsteile der Gemeinde Anröchte

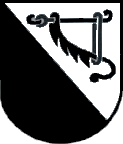
Altengeseke
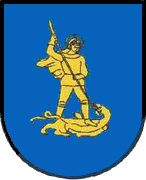
Altenmellrich
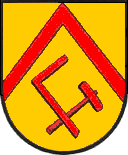
Berge
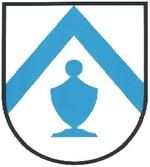
Effeln
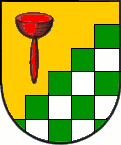
Klieve
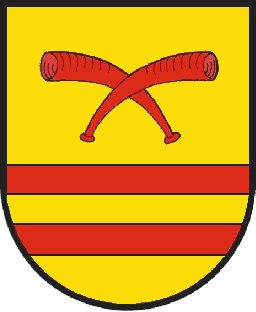
Mellrich
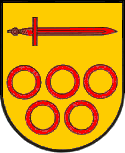
Robringhausen

#### Ortsteile der Gemeinde Bad Sassendorf

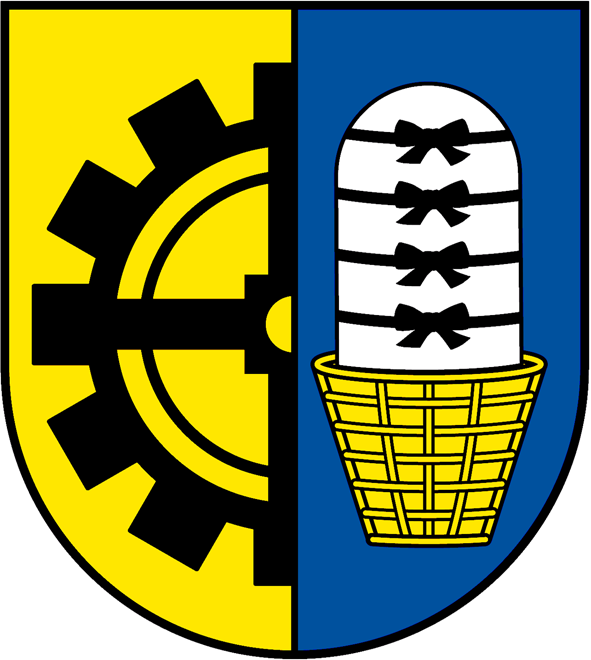
Bad Sassendorf
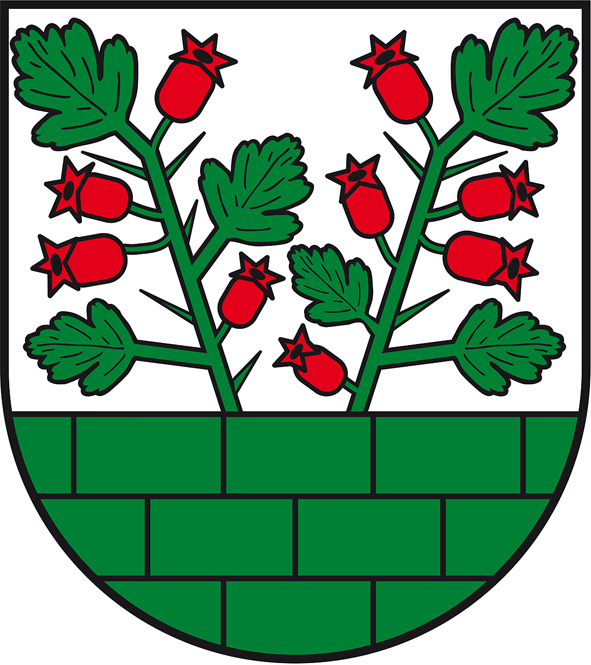
Beusingsen
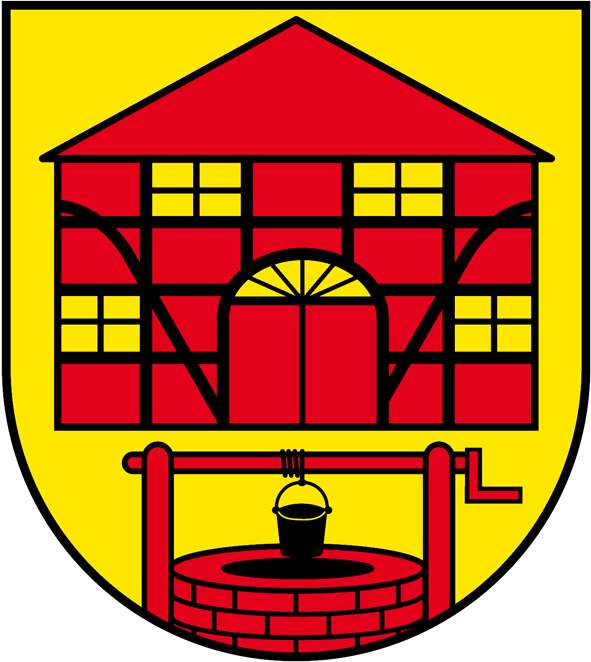
Elfsen
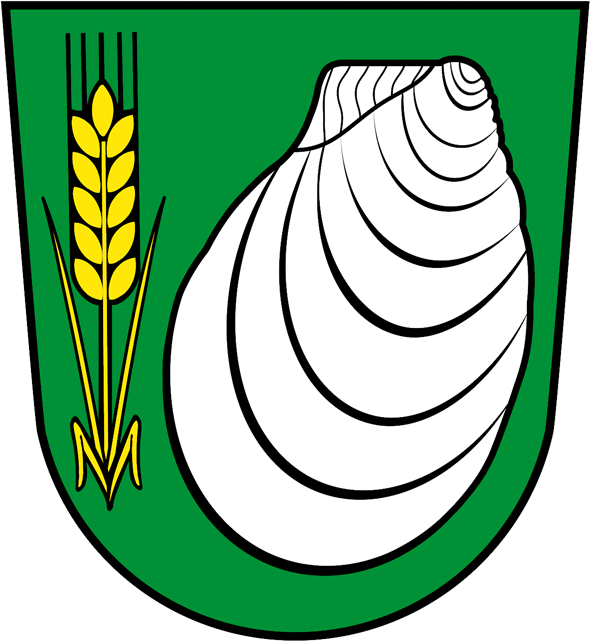
Enkesen im Klei
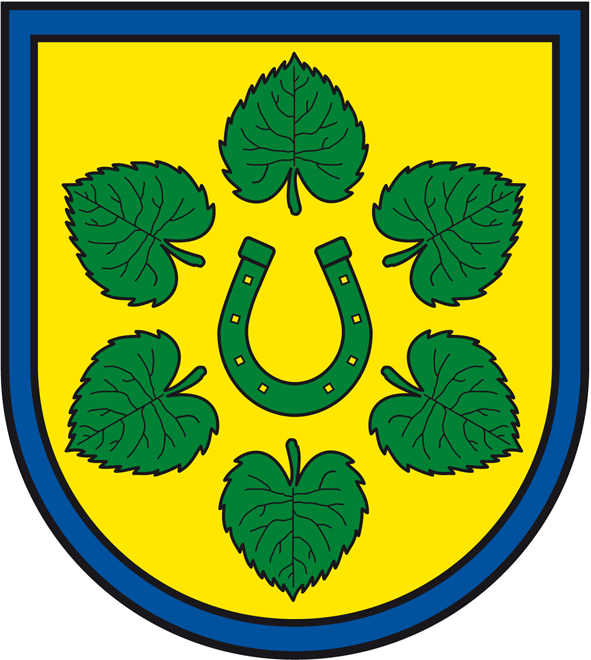
Herringsen
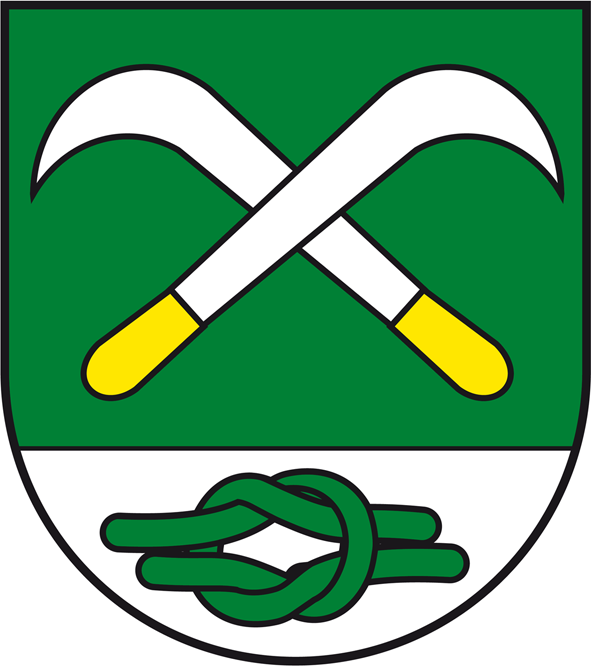
Heppen
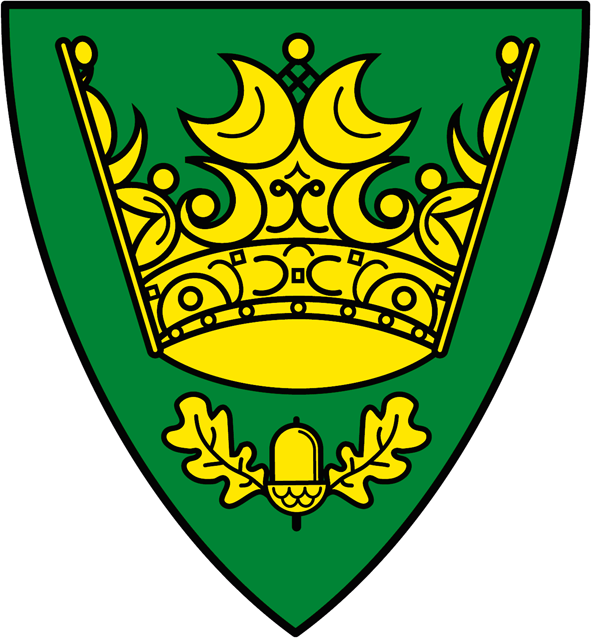
Lohne
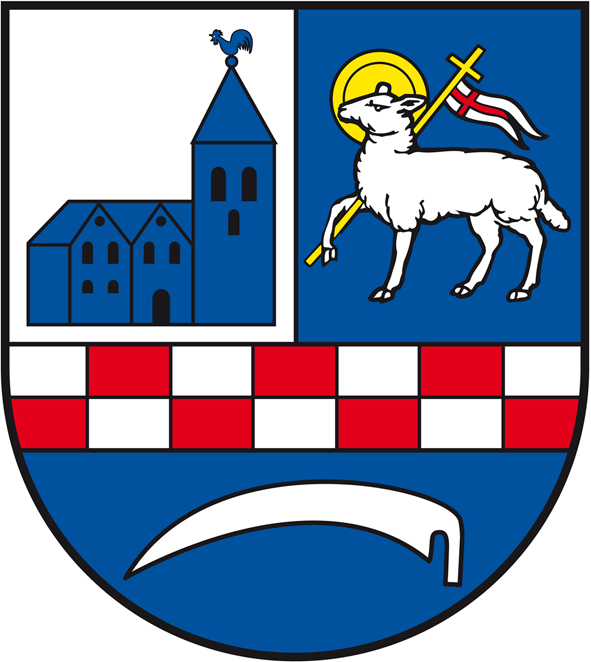
Neuengeseke
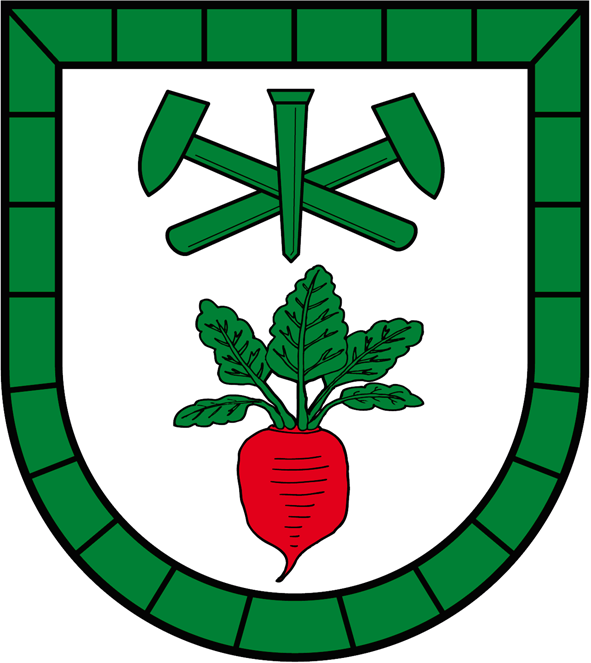
Opmünden
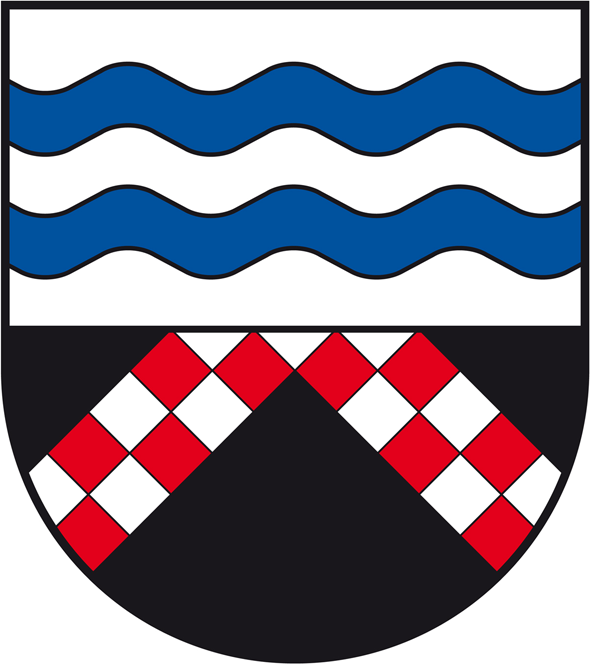
Ostinghausen
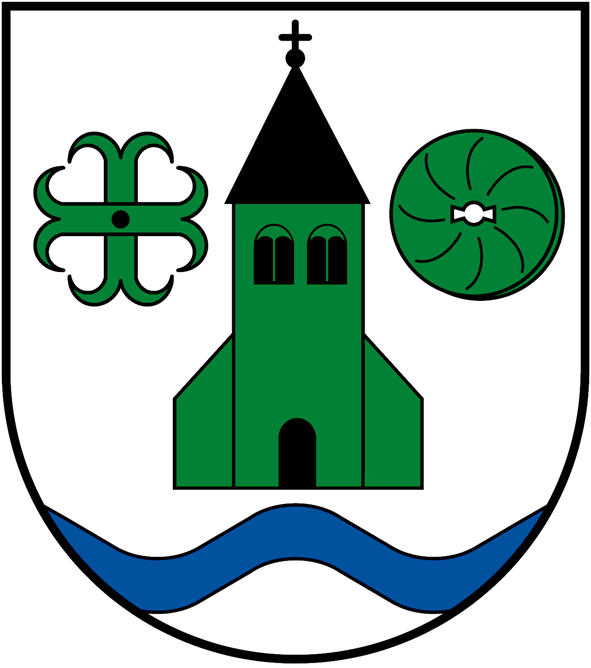
Weslarn

#### Ortsteile der Gemeinde Ense

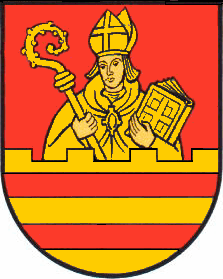
Bremen
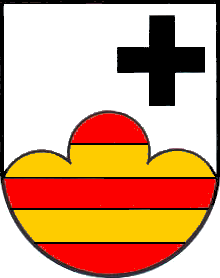
Höingen
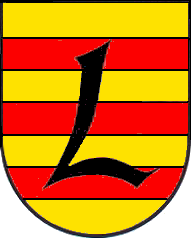
Lüttringen
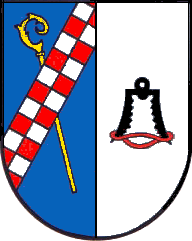
Niederense
Oberense

#### Ortsteile der Stadt Erwitte

Bad Westernkotten[21]
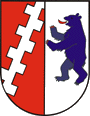
Berenbrock
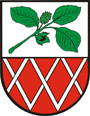
Böckum
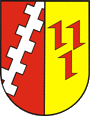
Ebbinghausen
Eikeloh[24]
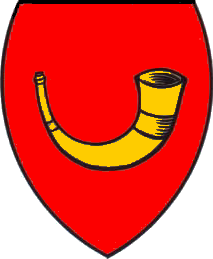
Horn-Millinghausen
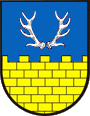
Merklinghausen
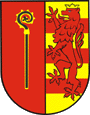
Norddorf
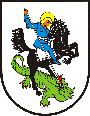
Schallern
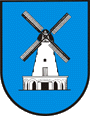
Schmerlecke
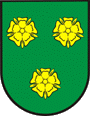
Seringhausen
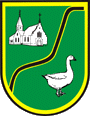
Stirpe
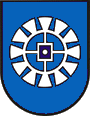
Völlinghausen
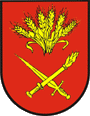
Weckinghausen
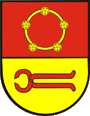
Wiggeringhausen

#### Ortsteile der Stadt Geseke

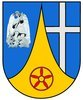
Bönninghausen
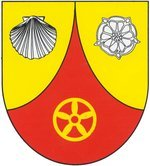
Ehringhausen
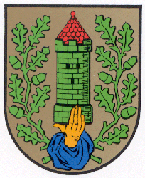
Langeneicke
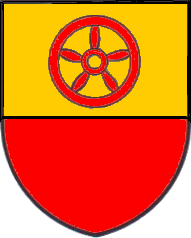
Mönninghausen
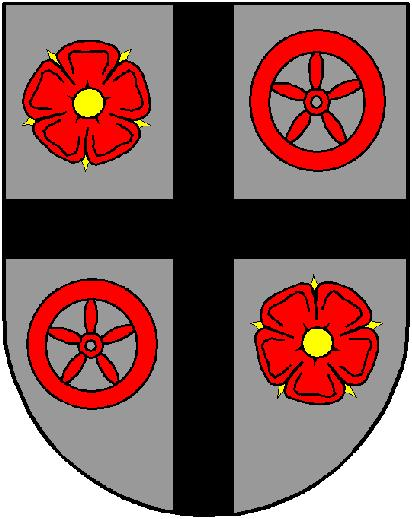
Störmede

#### Ortsteile der Stadt Lippstadt

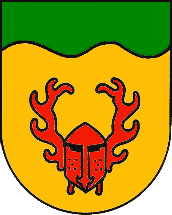
Bad Waldliesborn
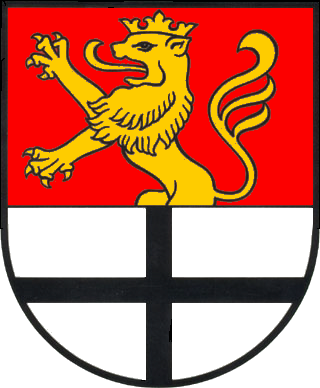
Benninghausen
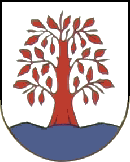
Bökenförde
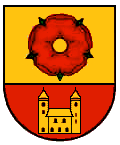
Cappel
Dedinghausen
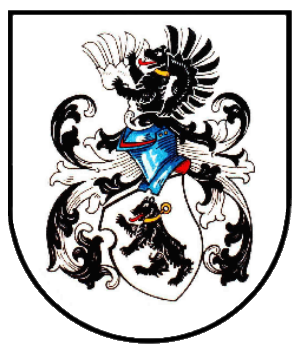
Eickelborn
Esbeck
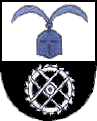
Garfeln
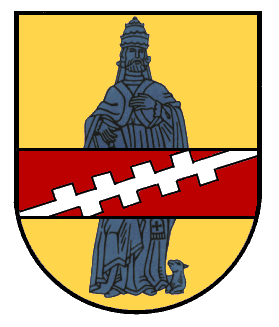
Hellinghausen
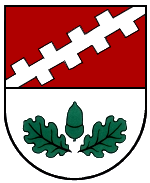
Herringhausen
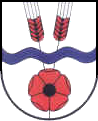
Hörste
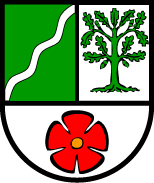
Lipperbruch
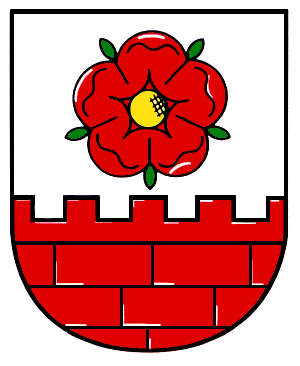
Lipperode
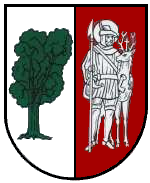
Lohe
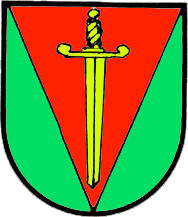
Mettinghausen
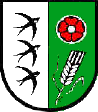
Öchtringhausen
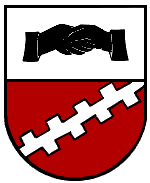
Overhagen
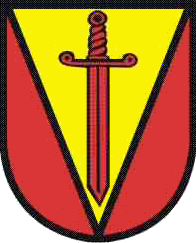
Rebbeke
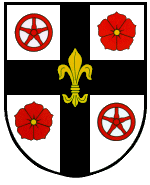
Rixbeck

#### Ortsteile der Gemeinde Möhnesee

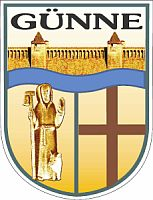
Günne
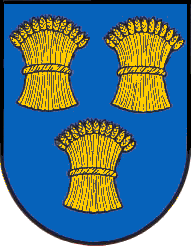
Völlinghausen

#### Ortsteile der Stadt Rüthen

Altenrüthen
Drewer
Hemmern
Hoinkhausen
Kallenhardt
Kellinghausen
Kneblinghausen
Langenstraße-Heddinghausen
Meiste
Menzel (Rüthen)
Nettelstädt
Oestereiden[26]
Weickede
Westereiden

#### Ortsteile der Stadt Warstein

Allagen
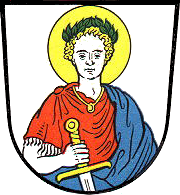
Belecke
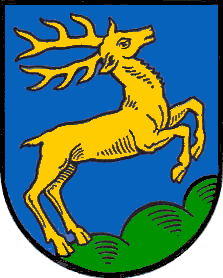
Hirschberg
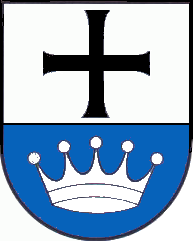
Mülheim
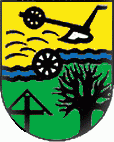
Niederbergheim
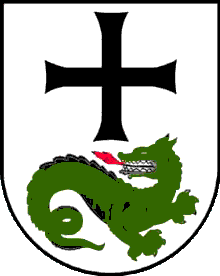
Sichtigvor
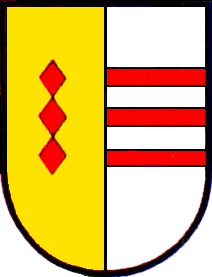
Suttrop
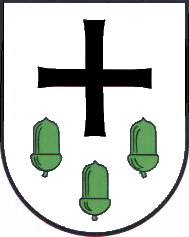
Waldhausen

#### Ortsteile der Stadt Werl

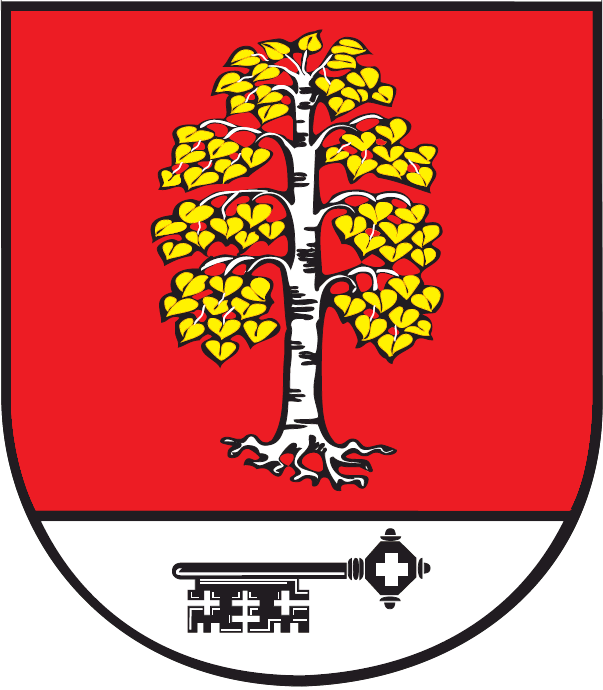
Holtum
Oberbergstraße
Budberg

#### Ortsteile der Gemeinde Wickede (Ruhr)

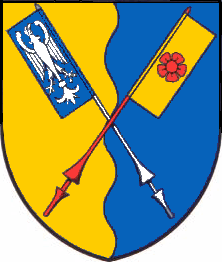
Echthausen
Wimbern

### Historische Wappen

#### Ämter

Amt Borgeln-Schwefe 1961[13]
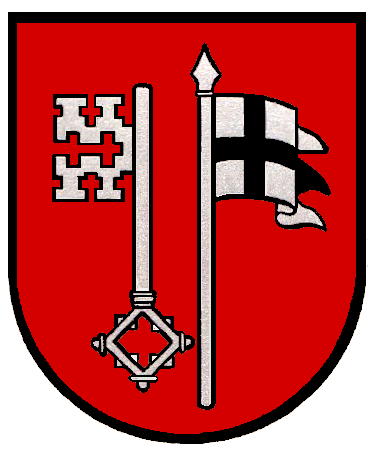
Amt Oestinghausen
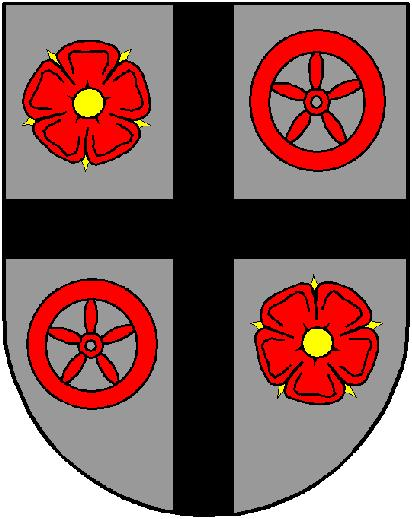
Amt Störmede 1937
Amt Warstein

#### Städte und Gemeinden

Stadt Geseke 1902[28]

## Wappenbeschreibungenund Anmerkungen
1. ↑  Kreis Soest: „Im gespaltenen silbernen Schild vorn ein aufgerichteter roter Schlüssel mit nach außen gerichtetem Bart, hinten ein durchgehendes schwarzes Kreuz, das mit einer fünfblättrigen roten Rose mit goldenen Butzen und goldenen Kelchblättern belegt ist.“ (Genehmigt am 26. Mai 1976)
2. ↑  Anröchte: „In Gold auf grün-silber geschachter Mauerpyramide ein auffliegender schwarzer Adler.“ (genehmigt am 15. März 1976)
3. ↑  Bad Sassendorf: „Über silbernem, mit einem liegenden roten mit dem Bart nach unten gekehrten Schlüssel belegten erhöhten Schildfuß in Grün ein achtstrahliger goldener Stern unter einem goldenen Sensenblatt mit nach links gewandter Spitze und abwärts gekehrter Schneide.“ (§ 2 der Hauptsatzung der Gemeinde Bad Sassendorf (Memento des Originals vom 14. Dezember 2007 im Internet Archive)  Info: Der Archivlink wurde automatisch eingesetzt und noch nicht geprüft. Bitte prüfe Original- und Archivlink gemäß Anleitung und entferne dann diesen Hinweis.; PDF; 45 kB)
4. ↑  Ense: „Von Silber zu Rot im Zinnenschnitt geteilt; oben hängende, durch eine rote Schnur zusammengehaltene schwarze Pferdepramme, unten zwei goldene Balken.“ (§ 2 der Hauptsatzung de Gemeinde Ense (Seite nicht mehr abrufbar, festgestellt im April 2019. Suche in Webarchiven)  Info: Der Link wurde automatisch als defekt markiert. Bitte prüfe den Link gemäß Anleitung und entferne dann diesen Hinweis.)
5. ↑  Erwitte: „Von Gold und Rot gespalten. Vorn ein aufgerichteter roter, goldgekrönter Löwe, hinten ein schräglinkes goldenes hausmarkenähnliches Zeichen in Form einer mit einem Querbalken versehenen Wolfsangel.“ (§ 3 der Hauptsatzung der Stadt Erwitte (Memento des Originals vom 22. Juli 2015 im Internet Archive)  Info: Der Archivlink wurde automatisch eingesetzt und noch nicht geprüft. Bitte prüfe Original- und Archivlink gemäß Anleitung und entferne dann diesen Hinweis.; PDF; 112 kB)
6. ↑  Geseke: „In Blau ein durchgehendes silbernes Kreuz, im Schnittpunkt belegt mit einem roten Wagenrad.“ (§ 2 Absatz 1 der Hauptsatzung der Stadt Geseke, genehmigt am 17. August 1977)
7. ↑  Lippetal: „In Silber ein blauer Wellenschrägbalken, überbrückt von einem schräglinken goldenen Brückenbogen.“
8. ↑  Lippstadt: „In Silber ein rotgezinnter Mittelturm mit geöffnetem Tor, anschließend beiderseits ein bedachter Wehrgang mit zwei kleineren gezinnten Seitentürmen, dazwischen eine rote fünfblättrige Rose mit goldenem Butzen.“
9. ↑  Möhnesee: „Von Silber zu Blau im Wellenschnitt geteilt; oben ein durchgehendes schwarzes Kreuz, unten ein silberner Adler.“ (§ 2 der Hauptsatzung der Gemeinde Möhnesee, Kreis Soest vom 12. November 1999, genehmigt durch den RP Arnsberg am 26. Oktober 1970)
10. ↑  Rüthen: „In Silber ein durchgehendes schwarzes Kreuz, das im Schnittpunkt mit einer roten Raute belegt und von vier roten Rauten bewinkelt ist.“
 (§ 2 der Hauptsatzung der Stadt Rüthen (Memento des Originals vom 2. Dezember 2013 im Internet Archive)  Info: Der Archivlink wurde automatisch eingesetzt und noch nicht geprüft. Bitte prüfe Original- und Archivlink gemäß Anleitung und entferne dann diesen Hinweis. (PDF; 54 kB), genehmigt am 28. Januar 1911 für die damalige Stadt Rüthen und für die zum 1. Januar 1975 durch das Münster/Hamm-Gesetz neugebildete Stadt Rüthen bestätigt am 19. August 1976)
11. ↑  Soest: „In Silber ein pfahlweise gestellter, rechtsgekehrter, aufrechter roter Schlüssel, dessen Bart in bestimmter Weise von kreuzförmigen Einschnitten durchbrochen ist.“ (§ 2 der Hauptsatzung der Stadt Soest (Memento des Originals vom 16. Dezember 2007 im Internet Archive)  Info: Der Archivlink wurde automatisch eingesetzt und noch nicht geprüft. Bitte prüfe Original- und Archivlink gemäß Anleitung und entferne dann diesen Hinweis.)
12. ↑  Warstein: „Gespalten von Silber und Rot, vorn ein durchgehendes schwarzes Kreuz, hinten neun silberne Kugeln, 5 : 4 pfahlweise gestellt.“ (§ 2 Abs. 1 der Hauptsatzung der Stadt Warstein (Memento des Originals vom 9. Dezember 2015 im Internet Archive)  Info: Der Archivlink wurde automatisch eingesetzt und noch nicht geprüft. Bitte prüfe Original- und Archivlink gemäß Anleitung und entferne dann diesen Hinweis. (PDF; 1,9 MB), genehmigt am 13. August 1976.)
13. 1 2  Welver: „Im gespaltenen Schilde rechts ein aufgerichteter goldener Rüde in Rot, links zwei gekreuzte schwarze Schwerter in Gold, zwischen deren Griffen ein schwarzer Adler steht.“ (§ 2 Abs. 1 der Hauptsatzung der Gemeinde Welver (Memento des Originals vom 15. Juli 2019 im Internet Archive)  Info: Der Archivlink wurde automatisch eingesetzt und noch nicht geprüft. Bitte prüfe Original- und Archivlink gemäß Anleitung und entferne dann diesen Hinweis. (PDF; 1,4 MB), genehmigt durch den Innenminister 1961 dem damaligen Amt Borgeln-Schwefe und in Rechtsnachfolge der 1969 neugebildeten Gemeinde Welver durch den RP Arnsberg am 31. März 1970.)
14. ↑  Werl: „In Silber ein schwarzes durchgehendes Kreuz, belegt mit einem aufrechten, mit dem Bart nach rechts gewandten silbernen Schlüssel.“ (§ 3 Abs. 1 der Hauptsatzung der Stadt Werl (Seite nicht mehr abrufbar, festgestellt im April 2019. Suche in Webarchiven)  Info: Der Link wurde automatisch als defekt markiert. Bitte prüfe den Link gemäß Anleitung und entferne dann diesen Hinweis. (PDF; 124 kB), genehmigt am 28. Januar 1911.)
15. ↑  Wickede (Ruhr): „Das Wappen enthält in dem von Silber (Weiß) über Blau im Wellenschnitt geteilten Schild oben ein durchgehendes schwarzes Kreuz, unten ein silbernes (weißes) aus dem Schildfuß herauswachsendes Zahnrad.“ (§ 2 Abs. 1 der Hauptsatzung der Gemeinde Wickede (Ruhr) (Seite nicht mehr abrufbar, festgestellt im April 2019. Suche in Webarchiven)  Info: Der Link wurde automatisch als defekt markiert. Bitte prüfe den Link gemäß Anleitung und entferne dann diesen Hinweis., genehmigt am 3. April 1970.)
16. ↑  Altengeseke: „Von Schwarz und Silber schräggeteilt; in der Silberhälfte ein schwarzer Kesselhaken.“ (genehmigt am 13. April 1949 )
17. ↑  Berge: „In Gold unter einem roten Sparren ein schräglinks gestellter roten Schlägel, überzogen mit einem roten Winkeleisen.“ (genehmigt am 1. Oktober 1952)
18. ↑  Klieve: „In Gold eine links ansteigende, grün-silbern geschachte Mauerstufe, rechts ein schwebender roter, aufwärts gerichteter Steinhauerschlegel.“ (genehmigt am 4. März 1948)
19. ↑  Mellrich: „In Gold über zwei roten Balken zwei gekreuzte, mit dem Mundstück abwärtsgerichtete Jagdhörner.“ (genehmigt am 30. August 1951 )
20. ↑  Robringhausen: „In Gold ein liegendes rotes Schwert mit der Spitze nach links über fünf (3:2) gestellten roten Ringen.“ (genehmigt am 28. Februar 1956)
21. ↑  Bad Westernkotten: „In Rot ein goldenes, hausmarkenähnliches Zeichen in der Form einer mit einem Querbalken versehenen Wolfsangel.“
22. ↑  Berenbrock: „Von Rot und Silber gespalten; vorn ein silberner viermal gegengezinnter Schräglinksbalken, hinten ein aufgerichteter, blauer Bär.“
23. ↑  Böckum: „Geteilt von Silber und Rot, oben ein grüner Buchenzweig im Fruchtstand, unten ein silbernes Schräggitter.“
24. ↑  Eikeloh: „Von Gold und Rot geteilt, oben ein grüner Eichenzweig, unten vorn eine goldene Taufschale, hinten schräglinks gestellt eine viergliedrige goldene Kette, das oberste und unterste Glied offen.“
25. ↑  Horn-Millinghausen: „In Rot ein liegendes goldenes Jagdhorn.“
26. ↑  Oestereiden: Gespalten von Rot und Gold, rechts ein goldener Emeritenstab, links ein nach oben weisendes rotes Schwert.
27. ↑  Amt Störmede: „In Silber ein durchgehendes schwarzes Kreuz, bewinkelt im ersten und dritten Dateivon einer roten Rose mit goldenem Butzen und Kelchblättern, im dritten und vierten Feld von einem fünfspeichigen roten Rad.“
 (genehmigt am 27. November 1937)
28. ↑  Geseke (1902): „In Blau ein durchgehendes silbernes Kreuz.“
 (genehmigt durch den König von Preußen am 16. November 1902.)